# Shahdag Qusar FK
El Shahdag Qusar FK fue un equipo de fútbol de Azerbaiyán que jugó en la Liga Premier de Azerbaiyán, la primera división nacional.

## Historia
Fue fundado en el año 1950 en la ciudad de Qusar como Nefteqaz y participó en las dos últimas ediciones de la Segunda División Soviética de Fútbol en 1990 y 1991. En 2003 pasó a llamarse Shahdag-Samur por razones de patrocinio pero solo fue por una temporada.
En 1992 fue uno de los equipos fundadores de la Liga Premier de Azerbaiyán, la primera liga como país independiente, jugando las primeras tres temporadas hasta su descenso en 1994. En 1998 regresa a la primera división pero por problemas financieros es descendido a la tercera división en el 2000.
En 2001 retorna a la primera categoría donde permaneció por cinco temporadas hasta el descenso en la temporada 2006/07 y luego de 10 temporadas en la segunda división desaparece en 2017.

## Palmarés
- Primera División de Azerbaiyán: 1

1997/98